# Ред Уилоу
Окръг Ред Уилоу (на английски: Red Willow County) е окръг в щата Небраска, Съединени американски щати. Площта му е 1860 km², а населението - 11 448 души (2000). Административен център е град Маккук.